# Пастухово (Удмуртия)
Пастухово — деревня в Сарапульском районе Удмуртской Республики России.

## География
Деревня находится в юго-восточной части республики, в зоне хвойно-широколиственных лесов, в пределах Сарапульской возвышенности, на правом берегу реки Черноголовки, при автодороге 94Р-5, на расстоянии примерно 6 километров (по прямой) к северо-западу от села Сигаева, административного центра района. Абсолютная высота — 131 метр над уровнем моря.

### Климат
Климат характеризуется как умеренно континентальный, с продолжительной холодной многоснежной зимой и тёплым летом. Среднегодовая температура воздуха — 2,3 °С. Средняя температура воздуха самого тёплого месяца (июля) — 18,3 °C; самого холодного (января) — −13,8 °C. Вегетационный период длится 160—170 дней. Среднегодовое количество атмосферных осадков составляет 548 мм.

### Часовой пояс
Деревня Пастухово, как и вся Удмуртская Республика, находится в часовой зоне МСК+1. Смещение применяемого времени относительно UTC составляет +4:00.

## Население
| 2010 | 2012 |
| ---- | ---- |
| 80   | ↗91  |

### Национальный состав
Согласно результатам переписи 2002 года, в национальной структуре населения русские составляли 97 % из 30 чел.